# Delivered At Frontier
Con il termine Delivered At Frontier (in italiano: reso frontiera e indicante il luogo di consegna convenuto), utilizzato nella forma breve di acronimo come DAF, è stata una delle clausole contrattuali in uso nelle compravendite internazionali, quelle codificate nell'Incoterms e che servono a statuire i diritti e i doveri di ognuna delle parti in causa, definendo anche la suddivisione dei costi di trasporto, assicurativi e doganali tra venditore ed acquirente.

## Incoterms 2000
Questa specifica notazione, valida soprattutto per trasporto via strada e ferrovia, stabilisce che a carico del venditore siano tutte le spese di trasporto fino ad una frontiera di Stato specificata, nonché le spese per l'ottenimento di licenze e documentazioni per l'esportazione dalla nazione di origine e quelle per le operazioni doganali sempre di esportazione. Anche i costi da sostenere per l'attraversamento di altre nazioni fino al confine concordato sono a carico dello speditore.
Dalla frontiera concordata in avanti tutte le spese sono da considerarsi a carico dell'acquirente, compresi i costi doganali nella nazione di arrivo.
La formulazione di questo termine di resa è considerata completa con l'indicazione di un confine specifico (esempio D.A.F. confine italo-sloveno).
Quando il trasporto non avviene con attraversamento fisico di frontiera terrestre, nel trasporto aereo convenzionalmente viene considerata come frontiera di stato l'aeroporto di partenza e, nel caso di trasporto via mare, viene solitamente sostituita dalle notazioni DES e DEQ.
Dello stesso gruppo di termini di resa, definito il gruppo D, fanno parte anche DES Delivered Ex Ship, DEQ Delivered Ex Quay, DDU Delivered Duty Unpaid e DDP Delivered Duty Paid.

## Aggiornamento del 2010
Il gruppo D è stato oggetto di una revisione totale in occasione della presentazione dell'Incoterms versione 2010 e la resa Delivered At Frontier è una di quelle non più presenti, sostituita dalle nuove Delivered At Terminal e Delivered At Place.